# Тыссовский, Ян
Ян Юзеф Тыссовский (пол. Jan Józef Tyssowski, 1811, Тарнув — 1857, Вашингтон (округ Колумбия) США) — польский политический деятель, руководитель краковского восстания (1846).

## Биография
Участник Польского восстания в 1830 г. Входил в состав группы заговорщиков в Галиции, ставивших целью восстановление независимой «исторической Речи Посполитой» в границах 1772 года.
В 1846 году после начала восстания в Кракове вошел в состав Национального Совета и с 24 февраля по 3 марта исполнял функции диктатора.
Перед лицом начавшихся погромов местной шляхты, знати и правительственных чиновников, вступил в переговоры с оставшейся в Кракове аристократией. Пытался остановить резню и крестьянские беспорядки, которые составляли угрозу не только для их противников, но для борющихся за независимость поляков.
Оказавшись перед угрозой уничтожения, войсками Австрийской и Российской империй, одной стороны, и взбунтовавшимися крестьянскими массами, с другой стороны, во главе отряда из 1500 повстанцев, перешел границу и сдался прусским властям.
В течение года находился в заключении, после чего получил согласие на выезд в Соединенные Штаты. Находясь в эмиграции был одним из организаторов Польского демократического общества в Америке.
Умер в Вашингтоне.